# 马卓洲
马卓洲（1918年—1998年），河北定州人，中华人民共和国政治人物。

## 生平
担任河北省民委主任，中共河北省委统战部部长。1954年，当选第一届全国人民代表大会代表。